# Burg Hünenknüfer

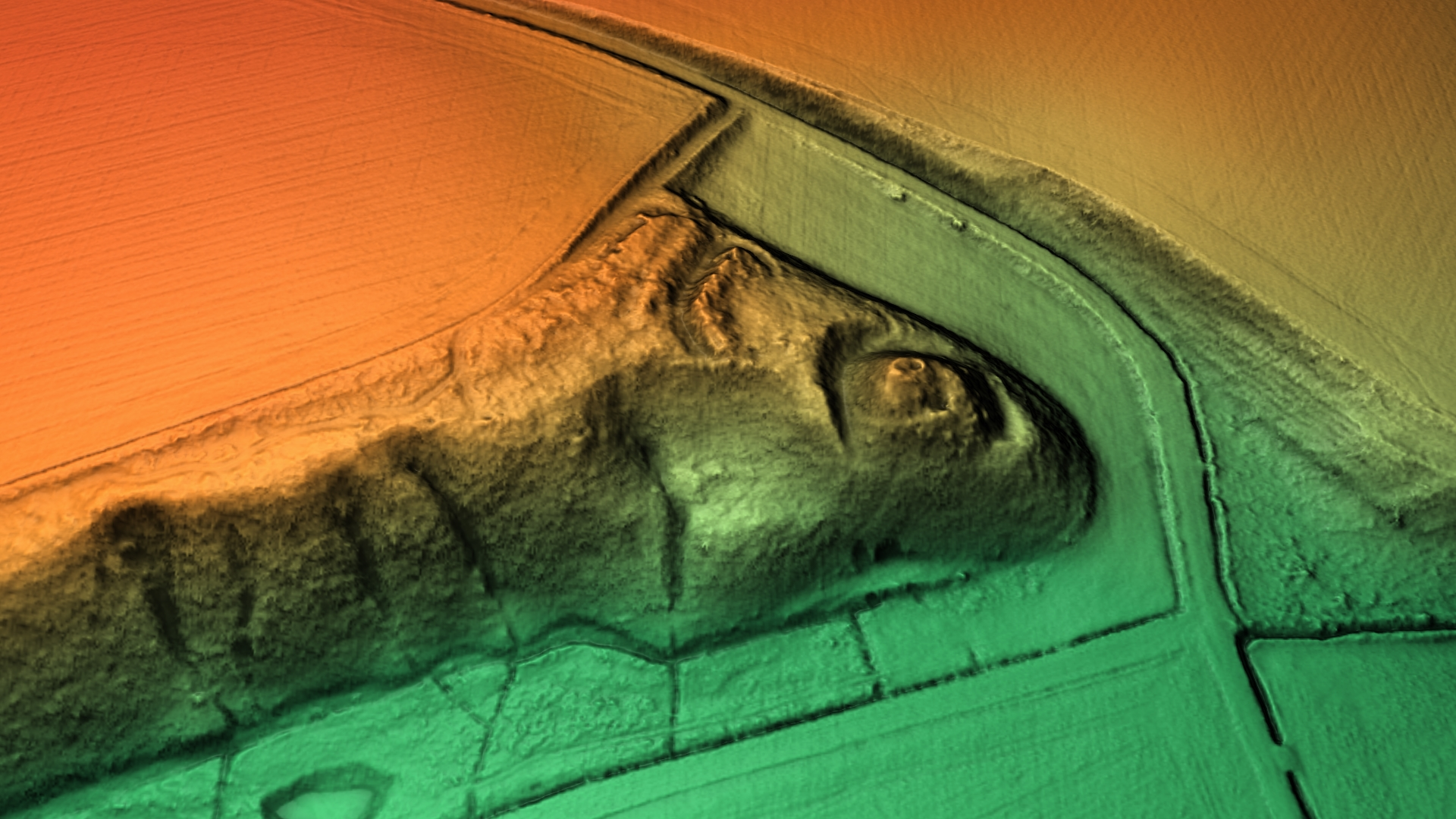
3D-Ansicht des digitalen Geländemodells

Die Burg Hünenknüfer, auch Hünenknüfel, war eine Höhenburg im Stadtteil Bentrop von Fröndenberg, Kreis Unna in Nordrhein-Westfalen. Die einstige Hochmotte (Turmhügelburg) lag auf einem hohen Hang über dem breiten Ruhrtal.

## Geschichte
Es gibt keine Schriftquellen, die mit Sicherheit dieser Burg zugeordnet werden können. Möglicherweise steht sie im Zusammenhang mit einem 1289 erwähnten Adeligen namens Antonius von Scheda. Wahrscheinlicher ist jedoch ein Zusammenhang mit der Gründungsgeschichte des in unmittelbarer Nähe gelegenen Klosters Scheda in Wickede (Ruhr), nach der 1143 durch Wiltrud von Rüdenhausen und ihrem Sohn Rathard eine Burg in ein Prämonstratenserkloster umgewandelt wurde.
Der Legende nach war die Burg nach Norden mit dem Kloster Scheda über einen 1 km langen Gang verbunden. Eine Sage berichtet von einem geisterhaften Wagen.

## Beschreibung
Heute ist von der Burg ein Turmhügel von ca. 45 m Durchmesser sichtbar. Im Norden ist zudem noch ein Abschnitt eines doppelten Wall-Graben-Systems vorhanden. Im 19. Jahrhundert waren noch drei Gräben vorhanden, der äußerste 3 m tief und 6 m breit, der mittlere 8 m tief und 12 m breit und der innere 6 m tief und 8 m breit. Zwischen ihnen verliefen zwei Wälle. Zu diesem Zeitpunkt stand auf dem Gipfel ein moderner Pavillon. 